# Jaime de Casanova
Jaime de Casanova (Játiva, 1435 circa – Roma, 4 giugno 1504) è stato un cardinale spagnolo.

## Biografia
Protetto dal cardinale Rodrigo de Borgia y Borgia, futuro papa Alessandro VI, divenne notaio pontificio, poi protonotario apostolico e quindi camerlengo privato di Sua Santità.
Fu creato cardinale da papa Alessandro VI nel concistoro del 31 maggio 1503 con il titolo di cardinale presbitero di Santo Stefano al Monte Celio.
Alla morte di papa Alessandro VI, il figlio di quest'ultimo, Cesare Borgia, inviò Michelotto Corglia con alcuni scherani all'ingresso dell'appartamento pontificio: il cardinale Casanova fu minacciato di morte con un pugnale se non avesse consegnato agli intrusi tutto il denaro presente negli alloggi papali; spaventato a morte il cardinale Casanova consegnò loro le chiavi ed essi s'impadronirono di tutto il denaro. L'episodio incise molto negativamente sulla salute del cardinale, che da allora non si riprese più. 
Il Casanova prese parte al conclave del settembre 1503, che elesse papa Pio III, e a quello dell'ottobre dello stesso anno, che elesse papa Giulio II. Morì il 4 giugno 1504 a Roma e la sua salma fu inumata nella chiesa di Santa Maria del Popolo.

## Fonte
- (EN) Salvador Miranda, CASANOVA, Jaime de, su fiu.edu – The Cardinals of the Holy Roman Church, Florida International University.